# Stranggraben
Der Stranggraben ist ein Fließgewässer im Landkreis Märkisch-Oderland im Land Brandenburg. Er entwässert in den Stienitzsee im Ortsteil Hennickendorf der Gemeinde Rüdersdorf bei Berlin.
Der Stranggraben entspringt südöstlich des Stadtzentrums von Strausberg und dort südlich der Garzauer Straße, die in West-Ost-Richtung aus dem Ort führt. Diese verläuft südlich des Herrensees. Der Graben verläuft in südsüdwestlicher Richtung durch das Naturschutzgebiet Lange Dammwiesen und Unteres Annatal und wird dort von weiteren Gräben gespeist. Südlich des Wohnplatzes Torfhaus der Stadt Strausberg unterquert er die Hennickendorfer Chaussee und mündet rund 580 Meter weiter südwestlich in den Stienitzsee.